# Billy Robinson
William Alfred Robinson, noto con il nome di Billy Robinson (Manchester, 18 settembre 1938 – Little Rock, 3 marzo 2014), è stato un wrestler britannico.
È conosciuto soprattutto in Giappone per aver contribuito all'evoluzione delle arti marziali miste e allo shoot wrestling. Inoltre, nella sua carriera nel wrestling ha vinto quasi tutti i titoli internazionali per i quali ha lottato.

## Carriera

### Nord America
Ha viaggiato nel Nord America nel 1970 e ha iniziato a lottare per l'American Wrestling Association di Verne Gagne. Ha lottato a Montréal nel 1982 e nel 1983, diventando campione internazionale battendo Dino Bravo, inoltre ha vinto anche il titolo International Tag Team con Pierre "Mad Dog" Lefebvre.

### Giappone
Ha fatto una tournée in Giappone, dove è diventato immensamente popolare. Sempre in Giappone, ha partecipato a un match di wrestling contro il leggendario Antonio Inoki nel 1975. Il match venne definito all'epoca dalla stampa giapponese come il confronto tra "i due migliori wrestler del mondo".

### Ritiro
Essendosi in precedenza allenato con diversi lottatori in Inghilterra, tra cui Marty Jones e Johnny Saint, cercò di formare lui stesso dei lottatori, con buone capacità, per portarli ai Pit Snake UWF, tra questi vi erano James Maritato, Kazushi Sakuraba e El Signo.

## Titoli e riconoscimenti
- British National Wrestling Championship (1)
- European Open Light Heavyweight Wrestling Championship (1)
- All Japan Pro Wrestling
  - NWA United National Championship (1)
  - PWF World Heavyweight Championship (1)
  - January 2nd Korakuen Hall Heavyweight Battle Royal (1980)[2]
- American Wrestling Association
  - AWA British Empire Heavyweight Championship (3)
  - AWA World Tag Team Championship (2) - con Verne Gagne (1) e Crusher Lisowski (1)
- Cauliflower Alley Club
  - Otros honrados (1994)
- Championship Wrestling from Florida
  - NWA Southern Heavyweight Championship (1)
- Continental Wrestling Association
  - CWA World Heavyweight Championship (3)
- International Pro Wrestling
  - IWA World Heavyweight Championship (2)
- Joint Promotions
  - British Heavyweight Championship (1)
- Lutte Internationale (Montreal)
  - Canadian International Heavyweight Championship (2)
  - Canadian International Tag Team Championship (1) - con Pierre Lefebvre
- Professional Wrestling Hall of Fame and Museum
  - Classe del 2011[3]
- Stampede Wrestling
  - Stampede Wrestling Hall of Fame[4]
- World Championship Wrestling (Australia)
  - IWA World Heavyweight Championship (1)
- Pro Wrestling Illustrated
  - Pro Wrestling Illustrated (1974)
- Wrestling Observer Newsletter
  - Wrestling Observer Newsletter Hall of Fame (classe del 1996)[5]
- Tokyo Sports Grand Prix
  - Lottatore dell'anno (1975) contro Antonio Inoki l'11 dicembre